# Ihar Laszczenia
Ihar Leszczenia (ur. 21 grudnia 1967 w Żodzinie) – białoruski działacz państwowy i dyplomata, ambasador nadzwyczajny i pełnomocny w Egipcie, w Izraelu, na Słowacji. 
W 1991 ukończył Moskiewski Państwowy Instytut Stosunków Międzynarodowych, po czym rozpoczął karierę w dyplomacji. Początkowo pracował jako referent w Departamencie Bliskiego Wschodu i Afryki Północnej Ministerstwa Spraw Zagranicznych ZSRR. Od 1991 do 1994 pełnił służbę jako referent dyżurny oraz attaché ambasady ZSRR i Federacji Rosyjskiej w Egipcie. W latach 1994–1995 był II sekretarzem Wydziału OBWE w MSZ Białorusi. Od stycznia 1995 do sierpnia 1997 pracował jako dyrektor Wydziału Państw Azji i Afryki oraz zarządca IV Zarządu Politycznego MSZ. W sierpniu 1997 rozpoczął misję jako radca ambasady w Egipcie oraz chargé d'affaires ad interim. Od czerwca 1998 do stycznia 2002 był ambasadorem nadzwyczajnym i pełnomocnym Białorusi w Egipcie. 
Po powrocie do kraju w zimie 2002 rozpoczął pracę jako doradca prezydenta Łukaszenki ds. polityki zagranicznej. W maju 2006 wręczył listy uwierzytelniające prezydentowi Izraela rozpoczynając misję dyplomatyczną w Tel Awiwie. W dniu 28 września 2012 r. zwolniony ze stanowiska.
W latach 2012-2016 pracował jako naczelnik departamentu ds. Krajów azjatyckich i afrykańskich, naczelnik departamentu ds. Krajów afrykańskich i bliskowschodnich w Ministerstwie Spraw Zagranicznych Republiki Białorusi.
13 czerwca 2016 r. został mianowany Ambasadorem Nadzwyczajnym i Pełnomocnym Republiki Białoruś w Republice Słowackiej. Podczas protestów na Białorusi 16 sierpnia 2020 r. nagrał wiadomość wideo, w której zadeklarował poparcie dla protestujących i potępił stosowanie przemocy przez organy ścigania. Leshchenya została pierwszym białoruskim dyplomatą, który poparł protestujących. W dniu 18 sierpnia złożył rezygnację.
Deklaruje znajomość języka angielskiego i arabskiego. Ma żonę i trójkę dzieci. 